# Clusia ciliata
Clusia ciliata är en tvåvingeart som beskrevs av Mitsuhiro Sasakawa 1959. Clusia ciliata ingår i släktet Clusia och familjen träflugor. Inga underarter finns listade i Catalogue of Life.